# Xanthorhoe cinnabari
Xanthorhoe cinnabari är en fjärilsart som beskrevs av Gordon J. Howes 1912. Xanthorhoe cinnabari ingår i släktet Xanthorhoe och familjen mätare. Inga underarter finns listade i Catalogue of Life.